# Кафедральний собор Віри, Надії, Любові і матері їх Софії
Кафедральний собор Віри, Надії, Любові і матері їх Софії — кафедральний собор РПЦвУ у Тернополі. Біля собору розташовано Єпархіальне управління.

## Історія
1993 року рішенням місцевої адміністрації було виділено земельну ділянку під будівництво храму. За проектом архітектора Анатолія Водоп'яна, висота п'ятибанного собору мала сягати 37 м,  довжина — 24, ширина — 17.
26 вересня 1994 р. відбулося освячення місця та встановлення пам'ятного хреста, а 21 травня 1995 року закладено наріжний камінь нового храму. В основу церкви було закладено часточку мощей Володимира, та три камені: із гори Синай, Гробу Господнього в Єрусалимі та гори Афон. Безпосереднє будівництво собору відбулося після закінчення єпархіального будинку, 11 листопада 1996 року.
Будівництво тривало довгий час, але вірні Православної Церкви гідно чекали на його завершення та робили все від них залежне— молитвами і працею.
У 1998—1999 рр. був надбудований верхній храм, у 2000 року над собором піднялися золоті бані. 30 вересня 2002 рокувідбулося освячення нижнього храму на честь святих Віри, Надії, Любові та матері їхньої Софії. Владика Сергій привіз з паломництва по святих місцях часточку мощей цих святих мучениць.

## Пожертви
Коли, під час паломництва до Єрусалиму, митрополит Тернопільський і Крем'янецький Сергій Генсіцький (тоді— єпископ) розповів про встановлення хреста на місці майбутнього храму насельницям Горненського монастаря, монахиня Віра здійснила першу пожертву на будівництво — саме тому, храм названо на честь свв. мчч. Віри, Надії, Любові та матері їхньої Софії.
Іноді, пожертви приходили нібито і несподівано, але у відповідь на палкі молитви та міцну віру. Одного разу, коли у день пам'яті прп. Сергія Радонезького у Свято-Троїцько-Сергієвій Лаврі владика Сергій читав акафіст, біля мощей цього подвижника, до нього підійшли двоє прочан — монах Сергій і послушник Сергій— які також поділилися коштами на будівництво, розповівши, що вже збиралися вирушати з Лаври додому, проте їм спало на думку допомогти ще й братам-одновірцям з Тернопільської єпархії.

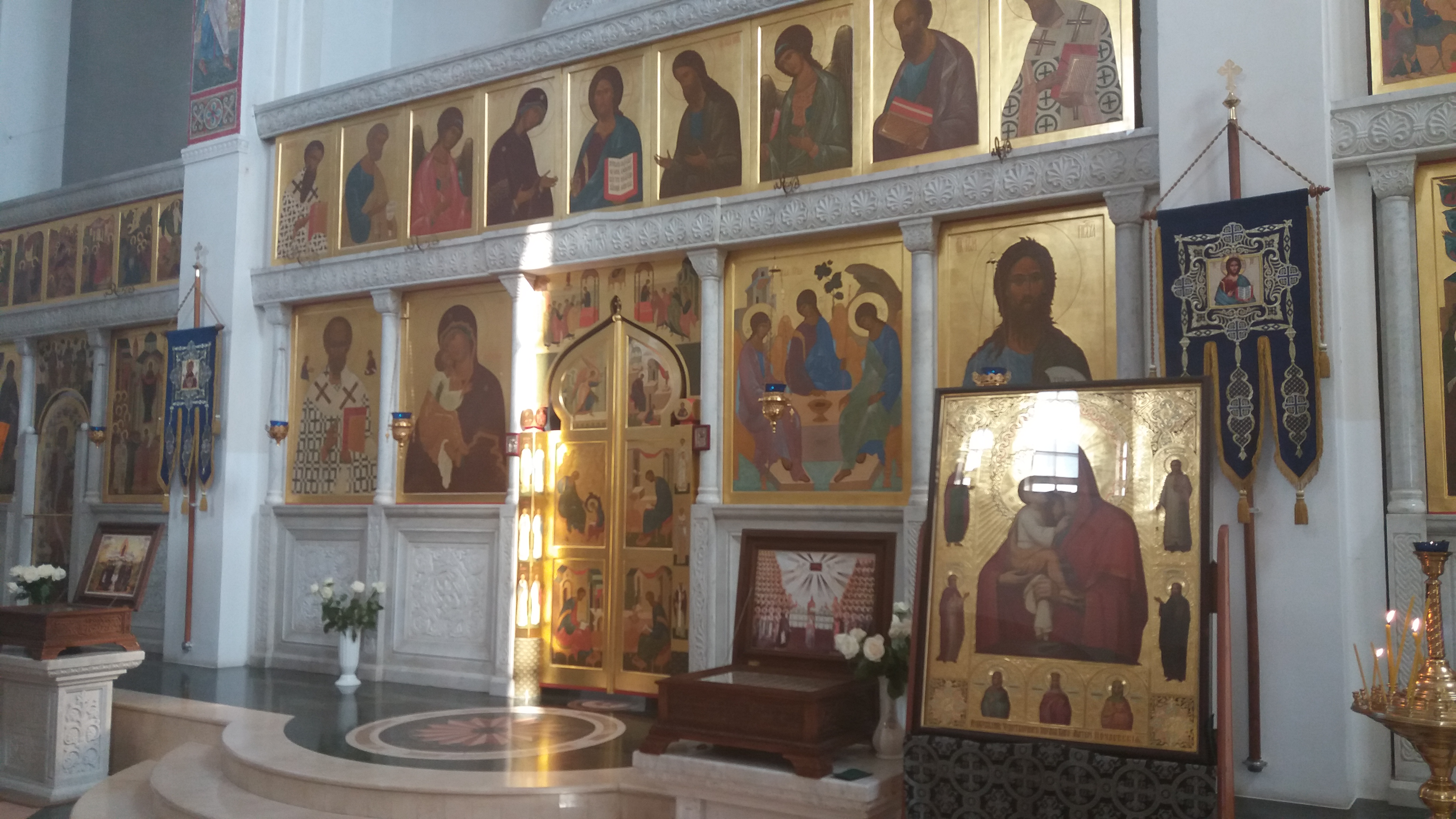
Мармуровий іконостас

## Архітектура
Храмовий комплекс із двоповерховим собором (відповідно із двома церквами) та єпархіальним будинком споруджений у 1995—2006 рр. у давньоруському стилі. Архітектура відноситься до стилю церкви дванадцятого століття Русі (від Галицько-Волинської землі (частиною якої є сучасна Тернопільщина) до Володимиро-Суздальської), за винятком куполів, які схожі на цибулини, що є характерним для храмів Москви.

## Інтер'єр
Інтер'єр верхнього храму прикрашають мармуровий іконостас та мозаїчні іконописні композиції.

## Настоятель
- Протоієрей Стефан Балан